# Robert Ri'chard
Robert Andrew Ri'chard (Los Angeles, 7 gennaio 1983) è un attore e produttore cinematografico statunitense, noto per aver interpretato Jamie nella serie televisiva della CW, The Vampire Diaries.

## Biografia
Robert nasce il 7 gennaio 1983 a Los Angeles, California, dove frequenta la Palms Middle School. La sua famiglia è di discendenza Creole Louisiana (francese, afro-americana, nativa americana e spagnola). Robert è cresciuto in un quartiere difficile, dove era difficile non rientrare in bande. È proprio questo che l'ha portato nello studio di recitazione di Mr D., dove ha capito che avrebbe voluto fare l'attore, grazie all'insegnante che era divenuto suo mentore.

### Carriera
I ruoli più importante riconosciuti all'attore sono quello di Arnaz Leroy Ballard, un aspirante rock star, nella serie televisiva One on One e quello di Bobby Walker, uno dei protagonisti della serie Cousin Skeeter. Viene anche ricordato per aver interpretato il giovane Marcel nell'adattamento televisivo della novella di Anne Rice, The Feast of All Saints. Ri'chard è apparso come guest star in numerose serie come Boston Public, Il tocco di un angelo, CSI: Miami, Tutto in famiglia. Nel 2006 fa la sua comparsa nella serie giovanile Veronica Mars. A partire dalla terza stagione della serie "Meet the Browns" diviene un personaggio ricorrente, mentre entra a far parte del cast principale nella quarta stagione. Il 15 novembre 2011 è stata annunciata la partecipazione di Robert nella serie televisiva The Vampire Diaries.

## Filmografia parziale

### Cinema
- Una voce per gridare (Light It Up), regia di Craig Bolotin (1999)
- American Party - Due gambe da sballo (Who's Your Daddy?), regia di Andy Fickman (2004)
- P.N.O.K., regia di Carolyn McDonald – cortometraggio (2005)
- Coach Carter, regia di Thomas Carter (2005)
- La maschera di cera (House of Wax), regia di Jaume Collet-Serra (2005)
- Il peggior allenatore del mondo (The Comebacks), regia di Tom Brady (2007)
- The Burrowers , regia di J. T. Petty (2008)
- Louis, regia di Dan Pritzker (2010)
- 5th & Alameda, regia di Richard Friedman (2011)
- A Beautiful Soul , regia di Jeffrey W. Byrd (2012)
- Kungfused, regia di Ousa Khun e Samedy Khun (2014)
- Chocolate City, regia di Jean-Claude La Marre (2015)
- Kinky, regia di Jean-Claude La Marre (2018)
- Bolden, regia di Dan Pritzker (2019)
- Alone, regia di Johnny Martin (2020)

### Televisione
- Sui gradini di Harlem (Where I Live) – serie TV, episodio 1x09 (1993)
- Nash Bridges – serie TV, episodio 2x09 (1996)
- Mr. Cooper– serie TV, episodio 4x21 (1996)
- Il tocco di un angelo (Touched by an Angel) – serie TV, episodi 3x04-7x20 (1996, 2001)
- Sports Theater with Shaquille O'Neal – serie TV, episodio 1x01-1x04 (1996-1998)
- In His Father's Shoes, regia di Vic Sarin – film TV (1997)
- Crisis Center – serie TV, episodio 1x06 (1997)
- The Jamie Foxx Show – serie TV, episodi 2x20-3x08 (1998)
- Cousin Skeeter – serie TV, 52 episodi (1998-2001)
- Ancora una volta (Once and Again) – serie TV, episodi 1x16-1x20-1x21 (2000)
- La squadra di bowling Alley Cats (Alley Cats Strike), regia di Rod Daniel – film TV (2000)
- Feast of All Saints, regia di Peter Medak – film TV (2001)
- Tutto in famiglia (My Wife and Kids) – serie TV, episodio 1x03 (2001)
- Boston Public – serie TV, episodio 1x14 (2001)
- One On One – serie TV, 111 episodi (2001-2006)
- CSI: Miami  – serie TV, episodio 4x04 (2005)
- Veronica Mars – serie TV, 4 episodi (2006-2007)
- Take 3 – serie TV (2006)
- Eight Days a Week – film TV (2007)
- Meet the Browns – serie TV, 21 episodi (2009-2010)
- NCIS - Unità anticrimine (NCIS) – serie TV, episodio 6x17 (2009)
- King Bachelor's Pad – serie TV, episodio 1x01 (2012)
- The Vampire Diaries – serie TV, episodi 3x12-3x17-3x20 (2012)
- The Client List - Clienti speciali (The Client List) – serie TV, episodio 1x09 (2012)
- CSI: NY – serie TV, episodio 9x17 (2013)
- Lucifer – serie TV, episodio 1x02 (2016)
- iZombie – serie TV, episodio 3x08 (2017)
- The Rich and the Ruthless – serie TV, 24 episodi (2017- in corso)
- Empire – serie TV, episodi 6x11-6x12-6x13 (2020)
- Harlem – serie TV, 4 episodi (2021-in corso)

### Doppiatore
- Il nostro amico Martin  (Our Friend, Martin), regia di Robert Brousseau e Vincenzo Trippetti (1999)

### Produttore
- Otto, regia di David Brundige – cortometraggio (2004)
- The Prospects, regia di David Brundige (2010)

## Doppiatori italiani
Nelle versioni in italiano delle opere in cui ha recitato, Robert Ri'chard è stato doppiato da:
- Corrado Conforti in CSI: Miami, CSI: NY
- Paolo Vivio ne La squadra di bowling Alley Cats
- Daniele Raffaeli in American Party - Due gambe da sballo
- Davide Perino in Coach Carter
- Gianfranco Miranda ne La maschera di cera
- Marco Baroni ne Il peggior allenatore del mondo
- Gianluca Crisafi in NCIS - Unità anticrimine
- Stefano Brusa in iZombie
- Stefano Sperduti in Harlem